# Вашингтон
Вашингтон, також Вашинґтон (англ. Washington, D.C.) — столиця США. Місто не входить до складу жодного зі штатів США; в адміністративному плані становить федеральний округ Колумбія. Розташоване на річці Потомак. Площа — 180 км². Населення — 601 723 мешканці (2010) (з передмістями за межами округу Колумбія — понад 5 млн).
У Вашингтоні містяться: резиденція президента США (Білий дім), Конгрес, Верховний суд, Державний департамент, Міністерство оборони (Пентагон у передмісті Арлінгтон) та інші державні установи.
Серед тамтешніх будівель вирізняються: Капітолій, Пентагон, Білий дім, Меморіал Лінкольна, Національна галерея мистецтва, Бібліотека Конгресу, Національний архів, Фолджерівська шекспірівська бібліотека, Меморіал Джефферсона, Монумент Вашингтона, залізничний вокзал.

## Географія

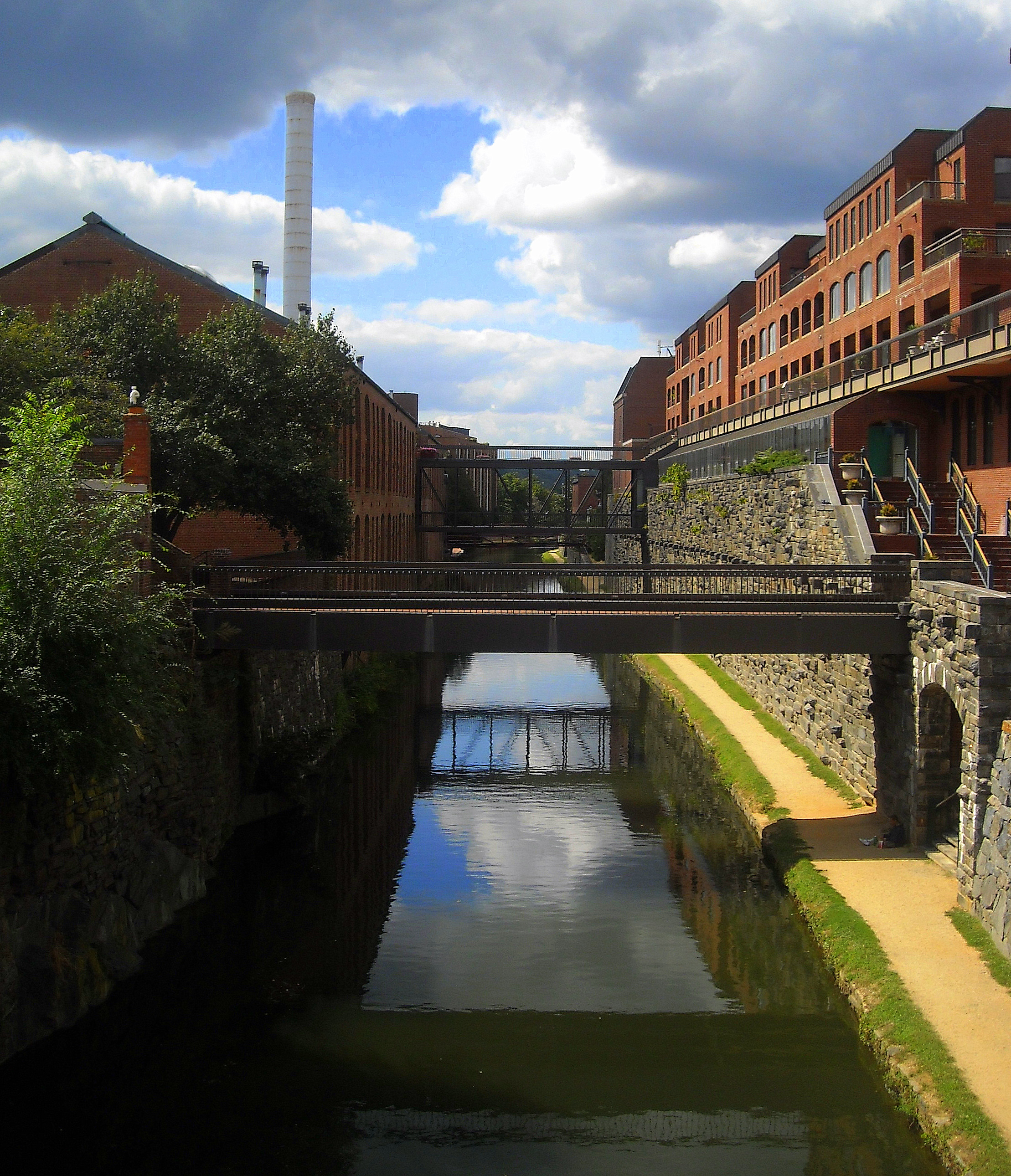
Канал у Джорджтауні

Місто має площу в 177 кв. км, з яких 159 — суходіл і 18 — вода. Місто на суходолі повністю лежить на кордоні штату Меріленд, оточене ним всюди, крім південного заходу. Місто розташоване на трьох річках: Потомак і її притоках Анакостія і Рок-Крік. Інша притока Тібер-Крік, яка колись протікала через Національну алею, в 1870-х роках повністю закладена під місто.
Усупереч міській легенді, Вашингтон ніколи не був побудований на осушеному болоті. Тоді як заболочені місця дійсно покривали області вздовж цих річок та інших природних водойм, більшість території міста складалася з сільськогосподарських угідь і пагорбів. Найвища точка міста — точка Рено, розташована в парку форту Рено на висоті 125 метрів над рівнем моря. Найнижча точка — рівень річки Потомак.
Приблизно 20 % території Вашингтона становлять паркові насадження. Американська служба національних парків управляє більшою частиною природного середовища в місті, в тому числі такими парками як Національна алея, Рок-Крік-Парк, парк на острові Теодора Рузвельта, Сади Конституції та іншими. Єдина область природного середовища, якою не опікується Служба національних парків, — Національний дендрарій, який доглядає Міністерство сільського господарства США.

### Клімат
Вашингтон розташований у вологій субтропічній кліматичній зоні. Його клімат типовий для американських областей Центральної Атлантики, віддалених від води. Весна та осінь — теплі, натомість зима прохолодна, із щорічним снігопадом, що становить у середньому 37 см. Середня зимова температура дорівнює 3,3 °C з середини грудня до середини лютого. Снігові бурі зачіпають Вашингтон у середньому раз на кожні чотири-шість років. Найсильніші шторми називають «нордістер», які несуть здебільшого сильний вітер, проливні дощі або сніг. Ці шторми часто зачіпають великі райони східного узбережжя Америки.
Улітку спекотно й волого, у липні середня температура 26,2 °C і середньодобова відносна вологість близько 66 %. Ці фактори можуть змусити деяких людей відчувати себе незатишно. Сукупність високої температури та вологості влітку приносить дуже часті грози, деякі з них іноді супроводжують торнадо.
Найвища температура зареєстрована 6 серпня 1918 року і 20 липня 1930 року — +41 °C, разом із тим найнижча температура склала −26 °C, вона була зареєстрована 11 лютого 1899 року під час Великої заметілі 1899.
| Клімат Вашингтона                       | Клімат Вашингтона | Клімат Вашингтона | Клімат Вашингтона | Клімат Вашингтона | Клімат Вашингтона | Клімат Вашингтона | Клімат Вашингтона | Клімат Вашингтона | Клімат Вашингтона | Клімат Вашингтона | Клімат Вашингтона | Клімат Вашингтона | Клімат Вашингтона |
| Показник                                | Січ.              | Лют.              | Бер.              | Квіт.             | Трав.             | Черв.             | Лип.              | Серп.             | Вер.              | Жовт.             | Лист.             | Груд.             | Рік               |
| Абсолютний максимум, °C                 | 26,1              | 26,1              | 31,7              | 35,0              | 36,1              | 38,3              | 40,0              | 40,0              | 37,8              | 34,4              | 29,4              | 26,7              | 40,0              |
| Середній максимум, °C                   | 5,7               | 7,7               | 13,6              | 19,3              | 24,6              | 29,3              | 31,4              | 30,5              | 26,7              | 20,6              | 14,6              | 8,3               | 19,4              |
| Середня температура, °C                 | 0,2               | 1,9               | 6,5               | 11,8              | 17,2              | 22,1              | 24,7              | 23,6              | 19,7              | 13,0              | 7,5               | 2,6               | 12,6              |
| Середній мінімум, °C                    | −2,9              | −1,6              | 3,2               | 8,0               | 13,7              | 19,2              | 21,9              | 21,1              | 16,9              | 10,2              | 5,1               | −0,2              | 9,6               |
| Абсолютний мінімум, °C                  | −27,8             | −25,6             | −18,3             | −8,3              | −2,2              | 2,2               | 5,0               | 3,3               | −1,1              | −9,4              | −12,8             | −20               | −27,8             |
| Норма опадів, мм                        | 69.1              | 68.8              | 80.5              | 68.8              | 93.0              | 85.9              | 96.5              | 99.3              | 84.1              | 76.7              | 79.2              | 79.2              | 98.1              |
| --------------------------------------- | ----------------- | ----------------- | ----------------- | ----------------- | ----------------- | ----------------- | ----------------- | ----------------- | ----------------- | ----------------- | ----------------- | ----------------- | ----------------- |
| Джерело: Погода і клімат, World Weather |                   |                   |                   |                   |                   |                   |                   |                   |                   |                   |                   |                   |                   |

## Історія

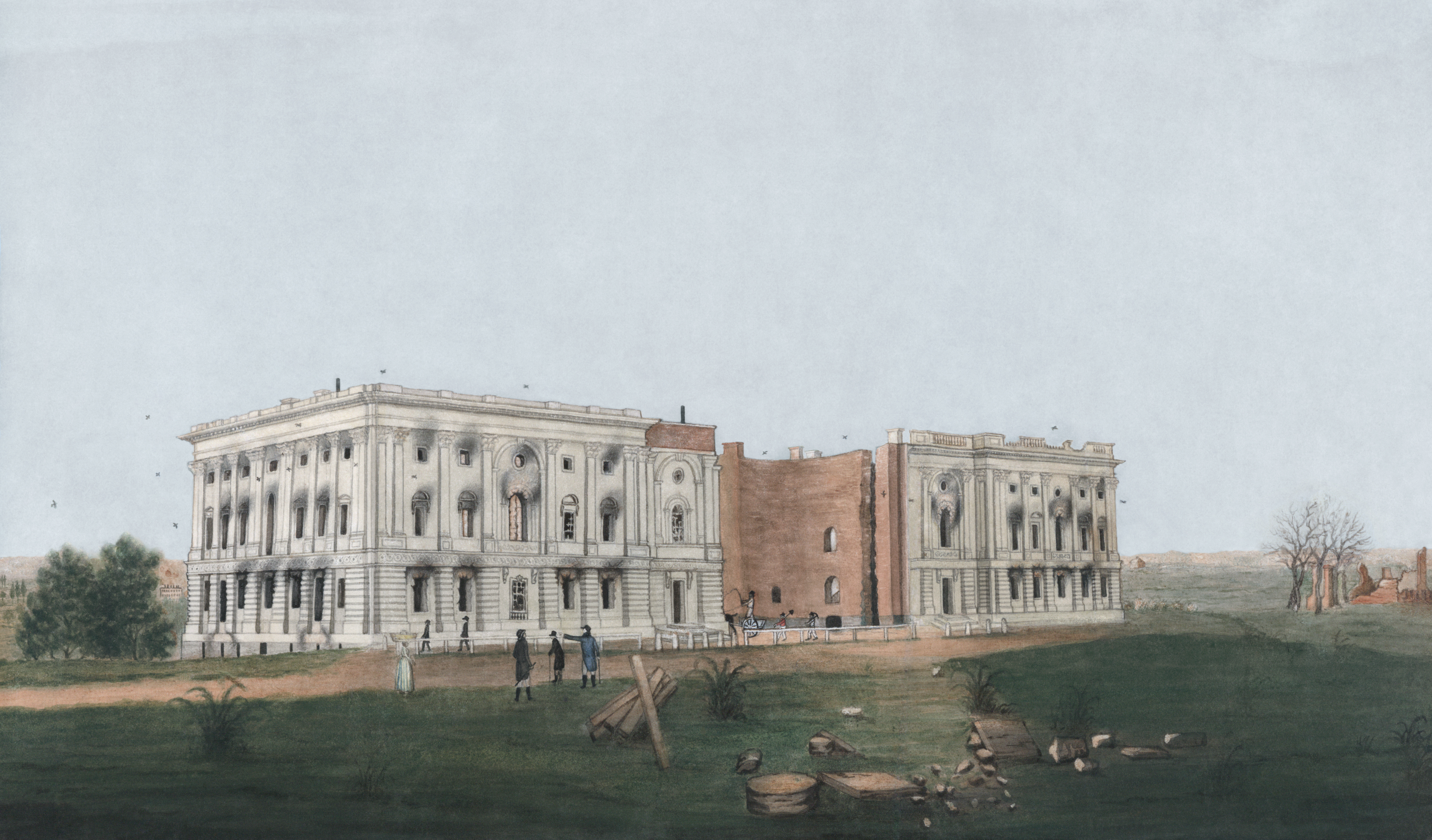
Капітолій після спалення Вашингтона в 1812 в Англо-американській війні

Місце для столиці запропонував перший американський президент Джордж Вашингтон, на честь якого її й названо. Округ Колумбія (територія, передана Мерілендом і Вірджинією) створений Актом Конгресу в 1790—1791 роках. Ділянка від штату Вірджинія пізніше повернулась під юрисдикцію штату, отже сучасний Вашингтон розташовано тільки на території, що колись належала Меріленду.
13 жовтня 1792 року закладений перший камінь у фундамент резиденції президента — майбутнього Білого дому.
18 вересня 1793 року Джордж Вашингтон очолив святкову процесію до місця закладки першого каменю у фундамент Капітолія. Церемонією керувала Велика масонська ложа Меріленду. Вашингтон у масонському фартусі виконував обов'язки Великого майстра. Присутні прочитали молитву і заспівали масонський гімн, президент США виголосив промову. Проєкт будівлі Конгресу — Капітолія — створив аболіціоніст доктор Вільям Торнтон.
Місто сплановане французьким інженером П'єром Ланфаном (1754—1825). Столицею Вашингтон став 1 грудня 1800 року, після того, як із Філадельфії на нове місце переведені Конгрес і головні урядові установи. Однак права голосу на національних виборах мешканці столиці не мали до 1961 року.
Місцеве самоврядування введене в 1975 році. Того самого 1975 року Волтер Вашингтон став першим обраним, і водночас першим чорношкірим мером столиці Сполучених Штатів.
Упродовж 1980-х і 1990-х років міський уряд критикували за невміле керівництво і надвитрати бюджету. У 1995 році Конгрес створив Раду з фінансового контролю округу Колумбії для спостереження за всіма муніципальними витратами. Місто відновило свою фінансову потужність до 2001 року, коли дія Ради з контролю була припинена.

### 21 століття
11 вересня 2001 року терористи викрали рейс № 77 авіакомпанії American Airlines і свідомо розбили літак над Пентагоном, у сусідньому Арлінгтоні. Рейс № 93 компанії United Airlines, який, як вважають, призначався для здійснення теракту над Вашингтоном, зазнав аварії у Пенсільванії, коли пасажири спробували повернути контроль над літаком із рук терористів.
У серпні 2010 року обраний новий голова міста — Вінсент Грей, він вступив на посаду в січні 2011 року.

### Українці у місті
14—16 січня 1919 року в місті відбувся Український сойм США. Було прийнято декларацію, у якій висловлювалось прохання до Білого Дому сприяти припиненню кровопролиття у Галичині, бути арбітром в українсько-польському конфлікті.
Діє українська церква Святої Трійці.
Після Чорнобильської катастрофи розпочали будівництво храму-пам'ятника.

## Демографія

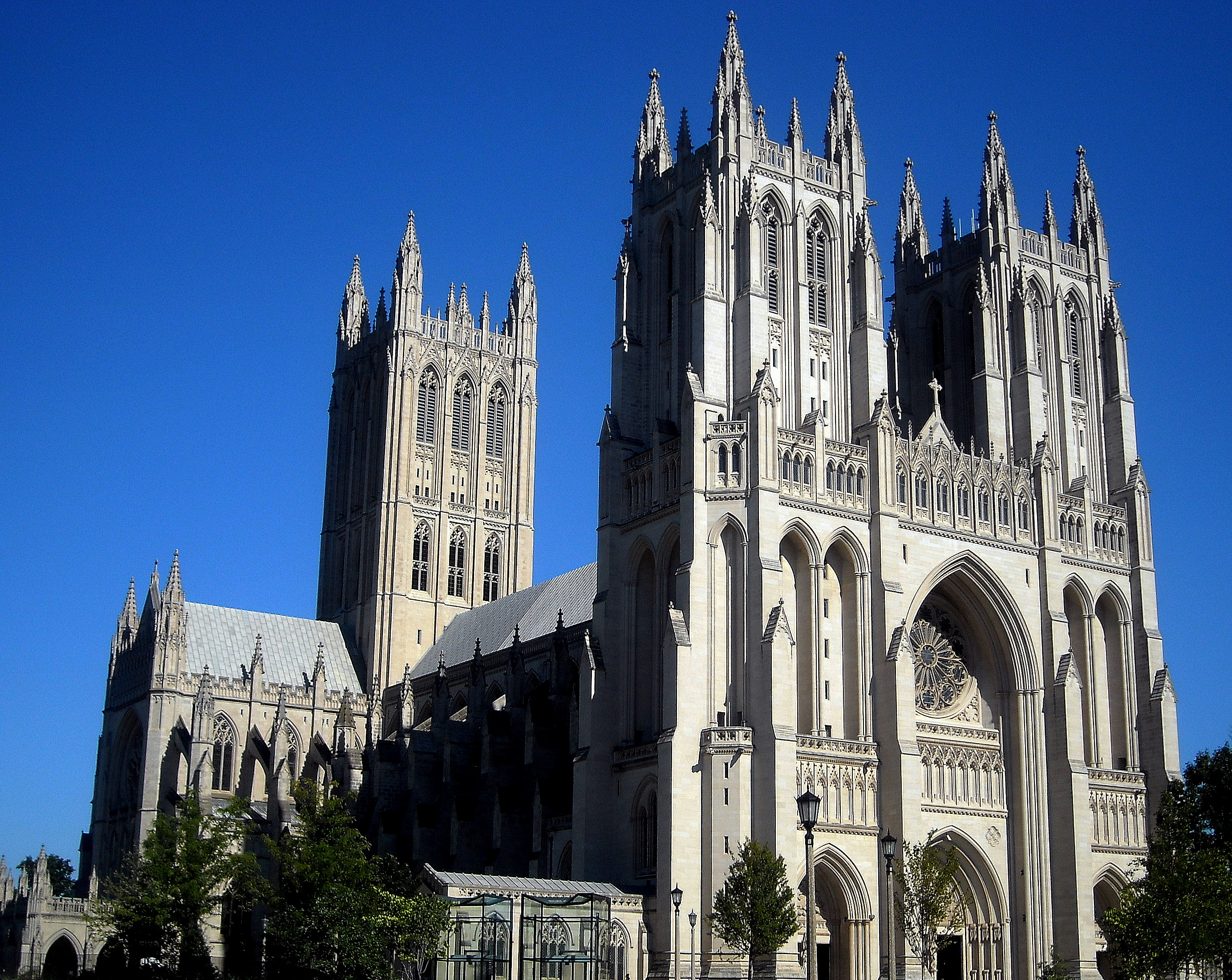
Вашингтонський Національний кафедральний собор англіканської церкви

| Динаміка населення Вашингтона[e] | Динаміка населення Вашингтона[e] | Динаміка населення Вашингтона[e] | Динаміка населення Вашингтона[e] | Динаміка населення Вашингтона[e] | Динаміка населення Вашингтона[e] |
| -------------------------------- | -------------------------------- | -------------------------------- | -------------------------------- | -------------------------------- | -------------------------------- |
| Рік                              | Населення                        | % зміни населення                | Рік                              | Населення                        | % зміни населення                |
| 1800                             | 8 144                            | —                                | 1910                             | 331 069                          | 18,8 %                           |
| 1810                             | 15 471                           | 90,0 %                           | 1920                             | 437 571                          | 32,2 %                           |
| 1820                             | 23 336                           | 50,8 %                           | 1930                             | 486 869                          | 11,3 %                           |
| 1830                             | 30 261                           | 29,7 %                           | 1940                             | 663 091                          | 36,2 %                           |
| 1840                             | 33 745                           | 11,5 %                           | 1950                             | 802 178                          | 21,0 %                           |
| 1850                             | 51 687                           | 53,2 %                           | 1960                             | 763 956                          | −4,8 %                           |
| 1860                             | 75 080                           | 45,3 %                           | 1970                             | 756 510                          | −1,0 %                           |
| 1870                             | 131 700                          | 75,4 %                           | 1980                             | 638 333                          | −15,6 %                          |
| 1880                             | 177 624                          | 34,9 %                           | 1990                             | 606 900                          | −4,9 %                           |
| 1890                             | 230 392                          | 29,7 %                           | 2000                             | 572 059                          | −5,7 %                           |
| 1900                             | 278 718                          | 21,0 %                           | 2010                             | 601 723                          | 5,2 %                            |

За переписом 2010 року населення Вашингтона становить 601 723 мешканці. За останнє десятиліття спостерігається тенденція приросту населення в місто: за переписом 2000 року, кількість мешканців становила 572 059 осіб. Під час робочого тижня число жителів збільшується до близько мільйона осіб через приплив людей з сусідніх із Вашингтоном околиць.
Вашингтонська міська агломерація з прилеглими округами в Меріленді та Вірджинії дев'ята за кількістю населення територією з більш ніж п'ятьма мільйонами жителів. Якщо прийняти до розрахунку ще й агломерацію з Балтимором, то кількість мешканців складе тоді 8 мільйонів, що ставить територію на четверте місце в країні.
Відповідно до огляду Бюро перепису населення США, 2007 року в місті проживали 55,6 % афроамериканців, 36,3 % білих, 3,1 % азійців і 0,2 % корінних американців. Представники інших рас склали 4,8 %, а представники змішаних — 1,6 %. 2007 року в місті мешкало приблизно 74 000 іноземних мігрантів.
У Вашингтоні мешкає досить багато афроамериканців, починаючи від часу його створення. Це наслідок часткового звільнення рабів на Верхньому Півдні після Громадянської війни. Вільне чорне населення в регіоні зросло приблизно від 1 % перед війною до 10 % до 1810 року. У проміжок між 1800 і 1940 роками афроамериканці становили близько 30 % всього населення. Кількість афроамериканців у Вашингтоні досягла найвищого показника до 1970 року, з того часу, однак, чисельність чорного населення міста зменшується через відтік у передмістя. У той самий час чисельність білого населення збільшується.
Перепис 2000 року засвідчив, що приблизно 33 000 осіб у Вашингтоні належать до сексуальних меншин, це становить приблизно 8,1 % дорослого населення міста.Таку кількість людей можна пояснити ліберальним політичним настроєм Вашингтона, у якому законопроєкт про одностатеві шлюби підписав мер у грудні 2009 року.
Огляд перепису 2007 року також показав, що приблизно третина жителів столиці функціонально неписьменні. Частково ця цифра пов'язана з іммігрантами, які не є досвідченими користувачами англійської мови. 85,16 % населення Вашингтона спілкується англійською мовою, 8,78 % — іспанською і 1,35 % — французькою. На відміну від високого показника функціональної безграмотності, майже 46 % жителів мають, принаймні, ступінь бакалавра після чотирирічного навчання.

### Релігійні конфесії
Більшість жителів міста християни: 28 % жителів — католики, 9,1 % — американські баптисти, 6,8 % — південні баптисти 1,3 % — православні християни та 13 % складають представники інших християнських вірувань. Ісламське населення міста становить 10,6 %, прихильники юдаїзму становлять 4,5 % від усього населення. 26,8 % всіх містян дотримуються інших вірувань або взагалі не практикують ніяку релігію.
У Вашингтоні розташований Вашингтонський кафедральний собор англіканської Єпископальної церкви США, що є шостим за величиною кафедральним собором у світі. Розміщений на перетині Массачусетс-авеню і Вісконсин-авеню. Кафедральним собором католицької архідієцезії Вашингтона є Кафедральний собор святого апостола Матвія, що розташований між Коннектикут-авеню і 17-ю вулицею. Також у місті розташована найбільша католицька церква в Сполучених Штатах — Базиліка Національної Святині Непорочного Зачаття.

## Економіка

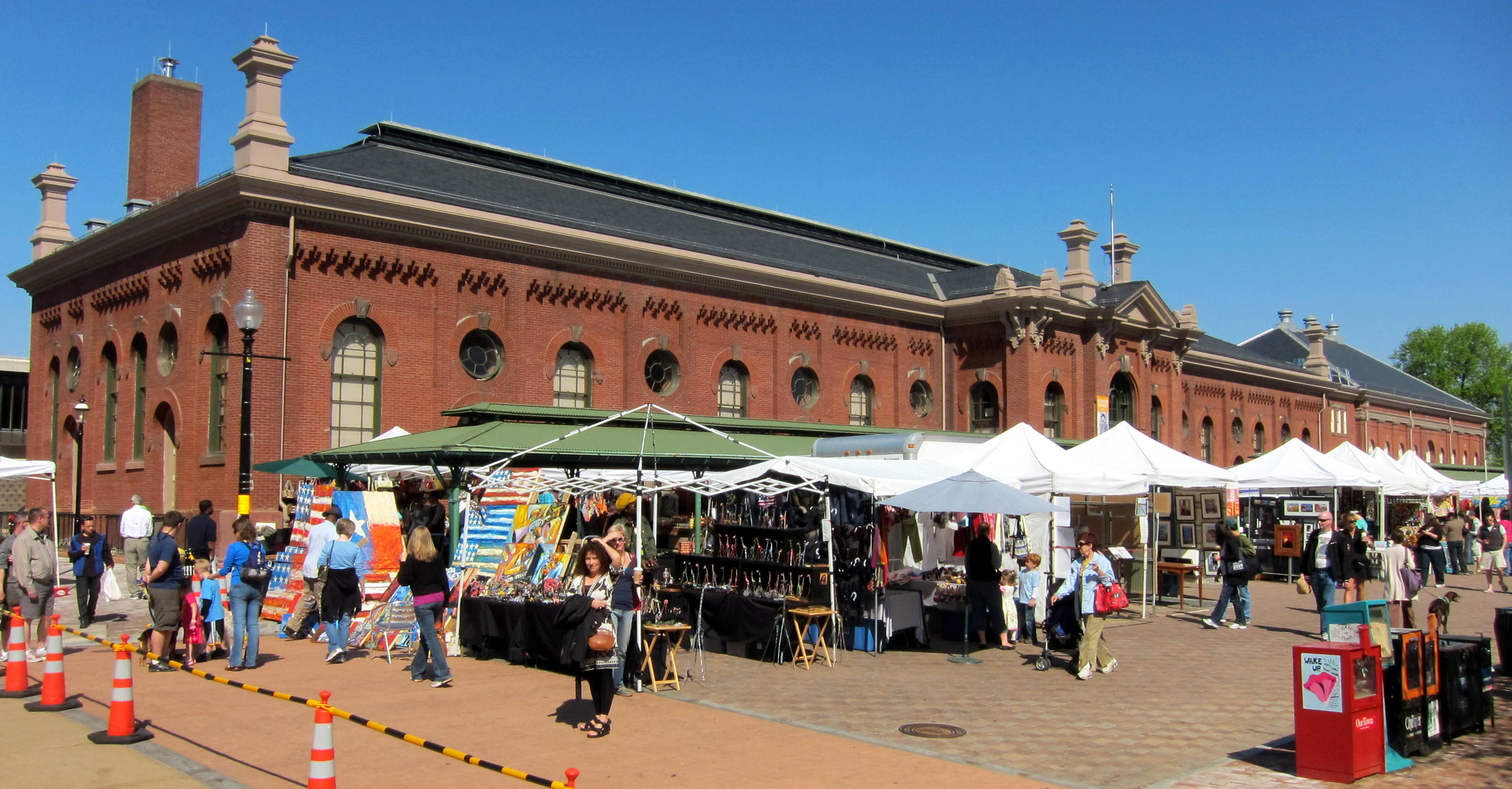
Східний ринок у Вашингтоні

Економіка Вашингтона визначається насамперед зайнятістю у сфері державного керування, а також наданням послуг. Високий відсоток населення працює у сфері керування, тобто є федеральними службовцями; відсоток їх рік від року змінюється — це пов'язано з тим, що уряд то скорочує, то збільшує число робочих місць. У січні 2007 року кількість федеральних службовців становила лише 14 % від усього населення; 2008 року федеральний уряд підняв цей показник до 27 %, виділивши додаткові місця. Валовий внутрішній продукт міста 2008 року склав 97,2 млрд доларів; за цим показником округ розташований на 35 місці з 50 американських штатів.
У багатьох організацій, фірм, незалежних підрядників, некомерційних організацій, профспілок, торговельних груп є свої штаб-квартири у Вашингтоні або в його околицях, щоб бути «ближче» до федерального уряду, лобіюючи при цьому свої інтереси.
На січень 2010 року в вашингтонської агломерації рівень безробіття становив 6,9 %; це другий результат серед всіх 49 найбільших американських агломерацій. Безпосередньо біля самого Вашингтона в той самий час рівень безробіття дорівнював 12 %.

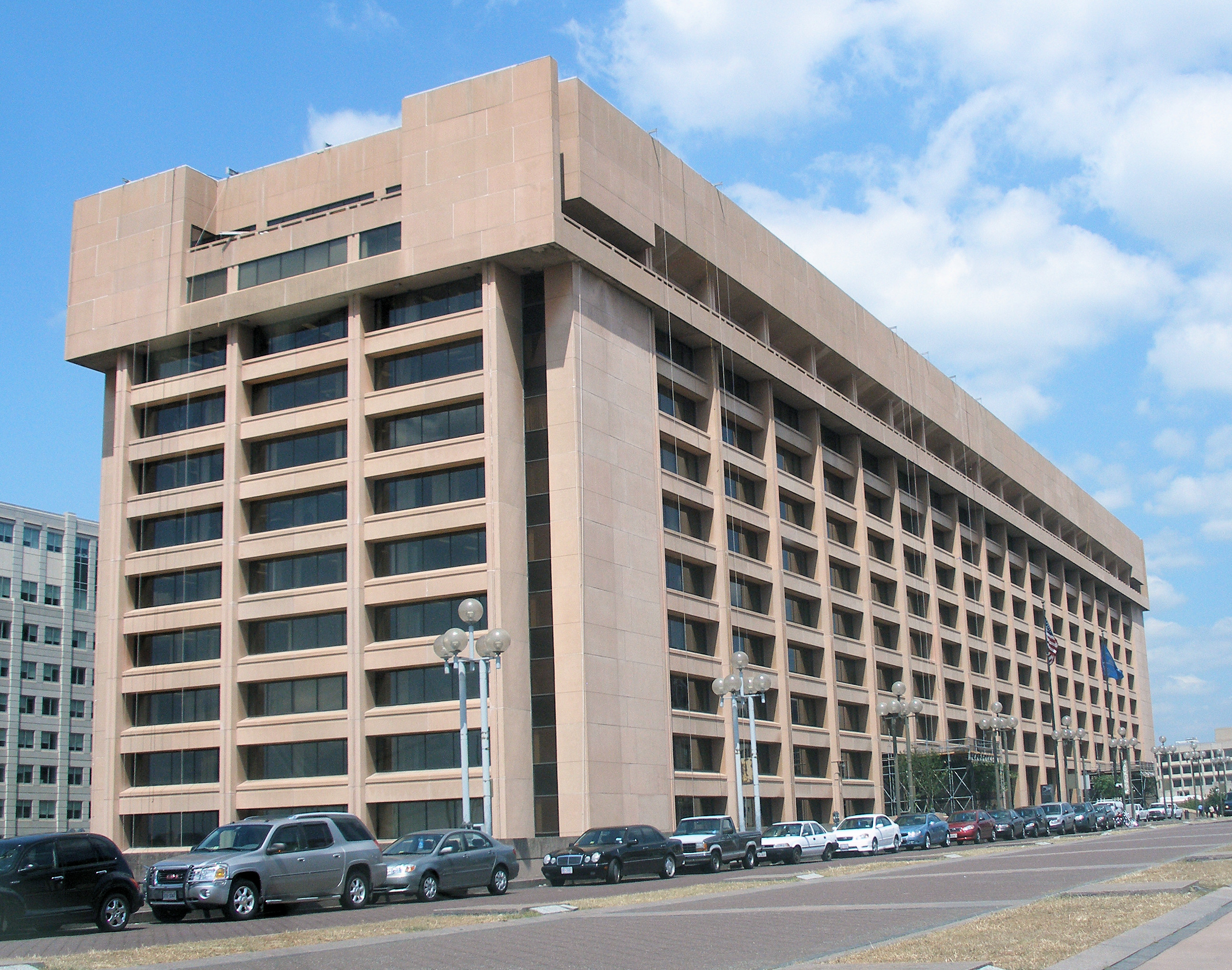
Штаб-квартира Поштової служби США

У місті є галузі промисловості, безпосередньо не пов'язані з федеральним керуванням; це стосується, у першу чергу, освіти, фінансів, державної політики та наукових досліджень. Дві з п'ятисот найбільших світових компаній по рівню доходу (за версією журналу Fortune) розміщені у Вашингтоні: це Поштова служба США (92 місце з оборотом 68 млрд доларів) та іпотечна агенція «Fannie Mae» (270 місце з оборотом 29 млрд доларів). Промислових підприємств у місті небагато; ця сфера представлена у виробництві товарів для споживання, а також друкарською промисловістю — тут знаходяться багато публікують та друкованих компаній, а також урядових друкарень. Добре розвинений готельний бізнес: в місті налічується 130 готелів.
Відповідно до огляду двохсот глобальних будівельних компаній, Вашингтон 2009 року став лідером з іноземних інвестицій у нерухомість, обігнавши при цьому Лондон та Нью-Йорк. Журнал Expansion 2006 року оцінив місто як найкраще серед десятка областей у країні з точки зору найсприятливішої ділової обстановки та економічного зростання. Вашингтон є третім у списку міст Америки, після Нью-Йорка та Чикаго, за кількістю офісів комерційних компаній у місті. У 2008 році, попри національну економічну кризу і спад цін на житло, місто посіло друге місце в списку довгострокових ринків нерухомості в Америці, опублікованому журналом «Форбс».
2006 року дохід на душу населення у Вашингтоні склав 55 755 $; це вище, ніж у будь-якому іншому штаті. Однак 19 % жителів міста живуть нижче прожиткового мінімуму (по оцінці 2005 року); за цим показником Вашингтон розташований на вершині списку, поступаючись лише штатом Міссісіпі.

## Транспорт

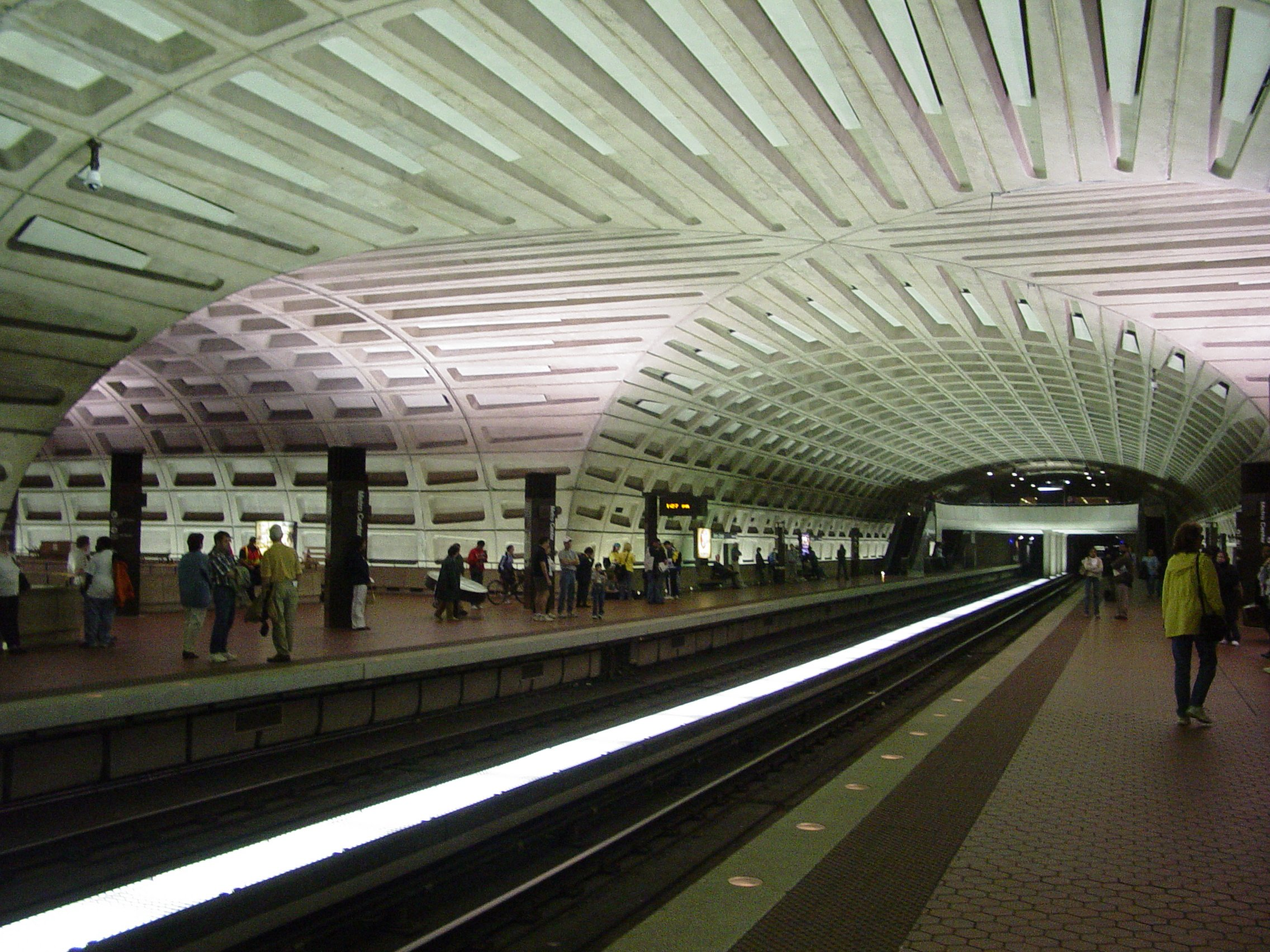
Станція перетину синьої, помаранчевої та червоної гілок вашингтонського метро

У Вашингтоні з його передмістями в Мериленді та Вірджинії функціонує метрополітен. Він відкрився 27 березня 1976 року та останнім часом налічує 86 станцій із довжиною шляху 171 км. Вашингтонське метро — друге після метро Нью-Йорка по завантаженості в Сполучених Штатах — щоденний пасажиропотік вашингтонського метро в будній день досягає 1 мільйона осіб.
У місті є розвинена автобусна система, що обслуговує також передмістя, і всю вашингтонську агломерацію. Автобусна система та система метро обслуговуються по картах системи SmarTrip. Після більш ніж п'ятдесятирічної перерви, у 2016 році в місті знов з'явилась трамвайна лінія.
Відмінною рисою інфраструктури громадського транспорту міста є перша система спільного використання велосипедів у Сполучених Штатах, SmartBike DC, створена 2008 року. Будь-який охочий за плату може на спеціально обладнаних станціях орендувати велосипед для проїзду або прогулянки по місту. Орендувати можна на добу, п'ять днів, місяць або рік. У вересні 2010 року Вашингтон та суміжний округ Арлінгтон у Вірджинії почали розширювати свою велосипедну систему «Capital Bikeshare», яка останнім часом є найбільшою такою мережею в країні з 1100 велосипедами та 110 станціями.
Найжвавішою залізничною станцією Вашингтона є «Союзна», за кількістю пасажирів вона поступається лише станції «Пенсильванський вокзал» у Нью-Йорку. На станції також сходяться шляхи червоної лінії метро та приміських поїздів із Вірджинії та Меріленду.
Місто обслуговують три аеропорти: один у Меріленді та два у Вірджинії. Національний аеропорт імені Рональда Рейгана (DCA) від Вашингтона відділений рікою Потомак та розташований в окрузі Арлінгтон; він є єдиним аеропортом, де є станція метро. Враховуючи безпосередню близькість аеропорту до міста і, особливо, до будівель федеральних урядів, у ньому дотримуються особливих заходів безпеки та діють обмеження рівня шуму. Аеропорт Рейгана не має міжнародної митниці й тому використовується лише для внутрішніх перевезень по країні.

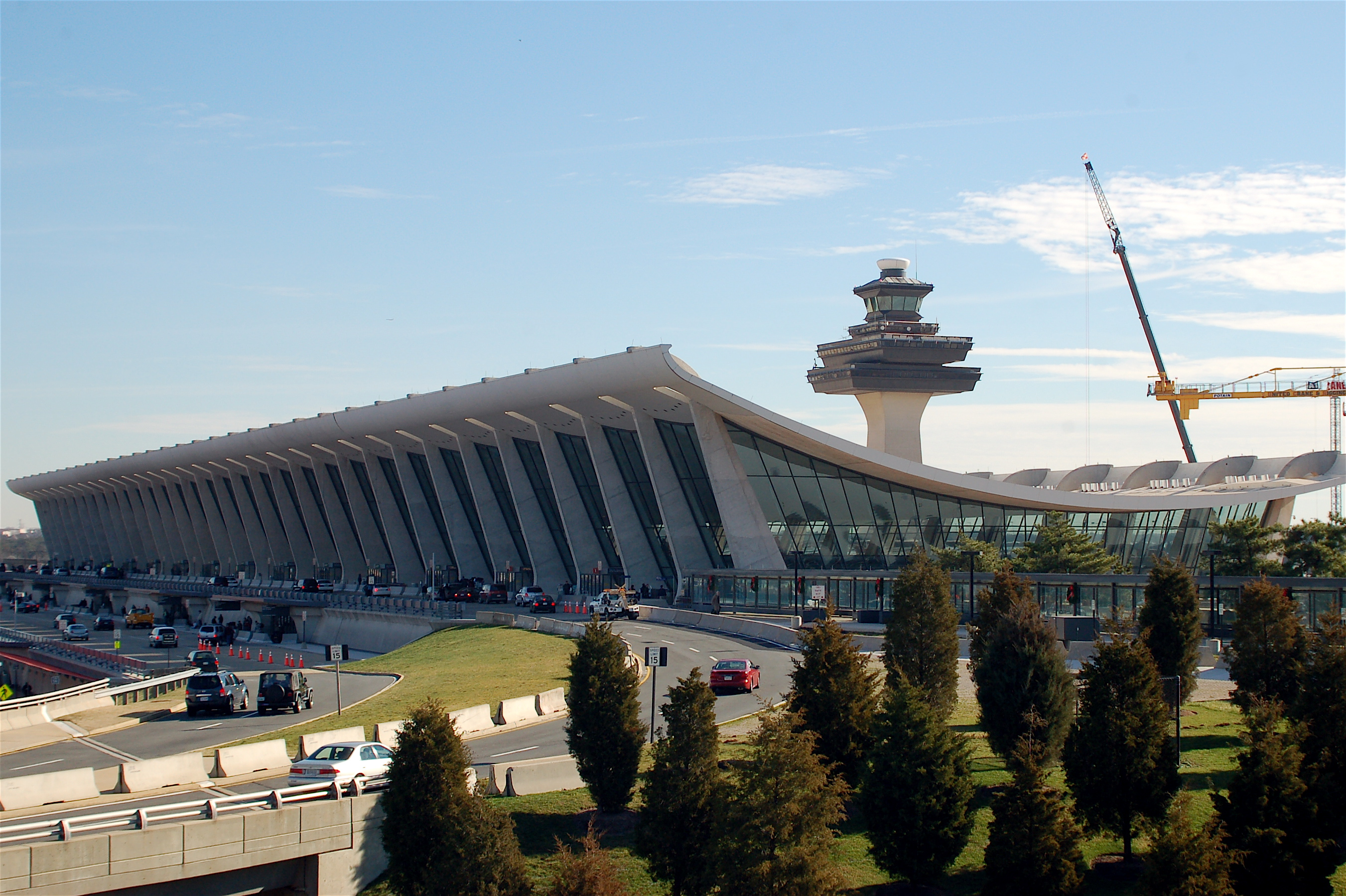
Головний термінал аеропорту Даллеса

Головний міжнародний аеропорт Вашингтона — міжнародний аеропорт імені Даллеса (IAD), що розташований за 42 кілометри на захід від міста в округах Ферфакс та Ленд у Вірджинії; його загальна площа становить майже 50 кв. км. Цей аеропорт є лідером серед усіх аеропортів Вашингтона за кількістю пасажирів — 2007 року його послугами скористалися 24,7 мільйона людей.
Міжнародний аеропорт Балтімор/Вашингтон імені Таргуда Маршалла (BWI), що розташований між Балтімором та Вашингтоном в окрузі Енн-Ерандел, також обслуговує міжнародні рейси. 2010 року аеропорт був визнаний найкращим цивільним аеропортом світу в класі обслуговування від 15 до 25 млн пасажирів на рік за версією Міжнародної Ради аеропортів.

## Планування й архітектура

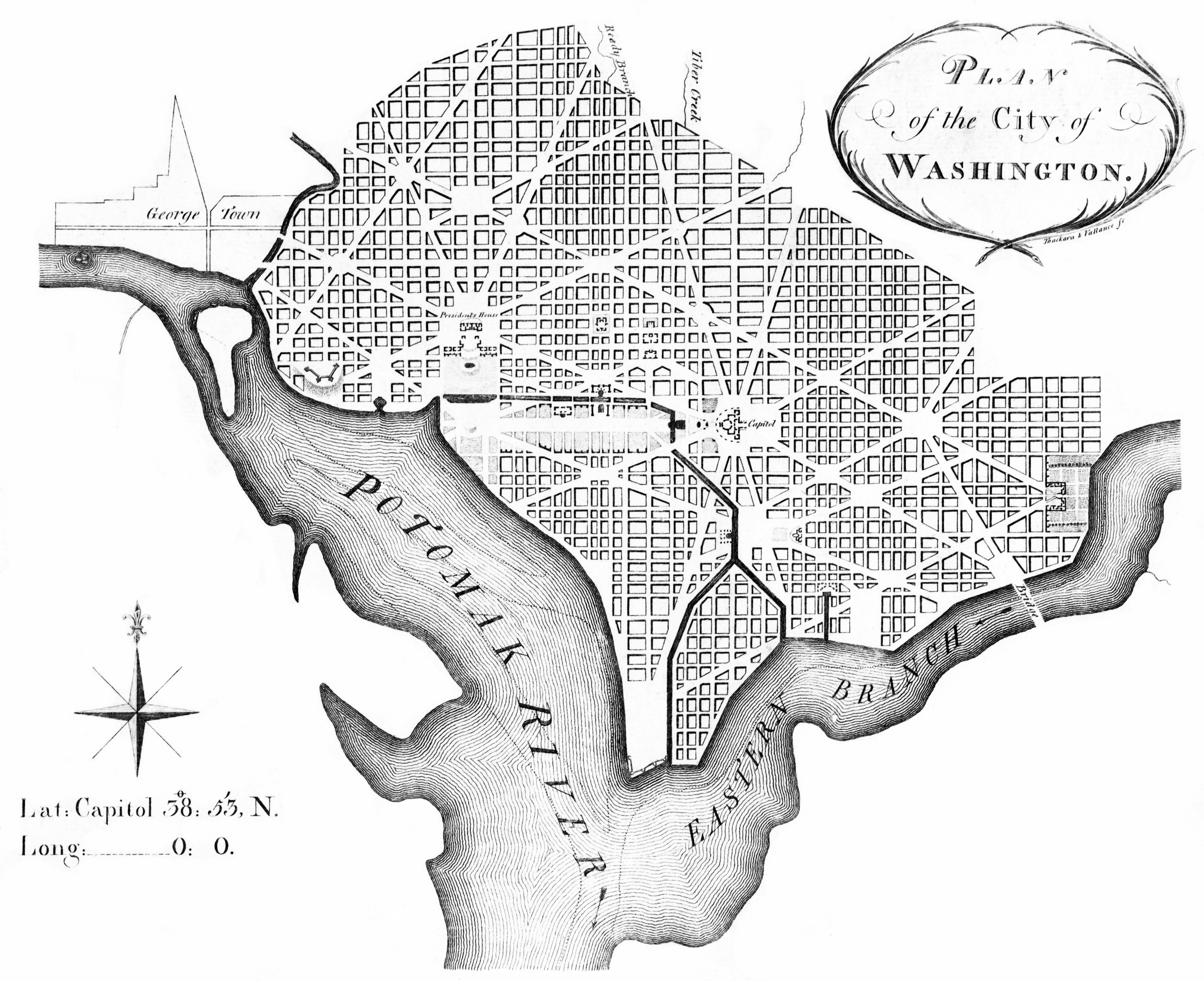
План П'єра Ланфана забудови міста, його реалізацію завершив Е. Еллікот 1792 року

Вашингтон забудовувався відповідно до плану. Основним творцем архітектурного вигляду міста став П'єр Ланфан, архітектор французького походження, інженер і містобудівник. 1791 року президент США Джордж Вашингтон уповноважив Ланфана розпланувати розташування нової столиці. Будинки передбачалося побудувати в бароковому стилі, а вулиці об'єднувати у вигляді прямокутників, щоб забезпечити місця для відкритого простору та озеленення. План архітектора також припускав велику озеленену вулицю довжиною приблизно в одну милю і шириною близько 120 метрів. Ця вулиця існує зараз під назвою Національної алеї.
Після будівництва дванадцятиповерхового житлового будинку «The Cairo» 1894 року Конгрес прийняв закон про висоту будівель, який обмежив висотну забудову в місті. Закон підправили 1910 року: висота забудови не може перевищувати ширину сусідньої вулиці плюс 20 футів. Попри поширену думку, жоден закон конкретно ніколи не обмежував зведення будівель нижчих за Капітолій або Монумент Вашингтона. Через цей закон про висоту будівель у місті немає хмарочосів, проте за кордоном округу (через річку Потомак у Вірджинії) багато висотних будинків.
Місто поділене на чотири нерівних сектори: північно-західний (NW), північно-східний (NE), південно-східний (SE) і південно-західний (SW). Лінії перетину цих секторів сходяться на Капітолії. Усі дорожні знаки в місті включають у записі скорочення сектора, щоб вказати на місце розташування об'єкта. Переважну більшість вулиць міста перетинають проспекти (авеню). Авеню, як правило, мають назву того чи іншого штату країни. Деякі вашингтонські вулиці особливо примітні, наприклад, Пенсильванія-Авеню, що поєднує Білий дім із Капітолієм, а на Массачусетс-авеню розташовані 59 посольств, через це вулицю іноді жартівливо називають «Посольський ряд».

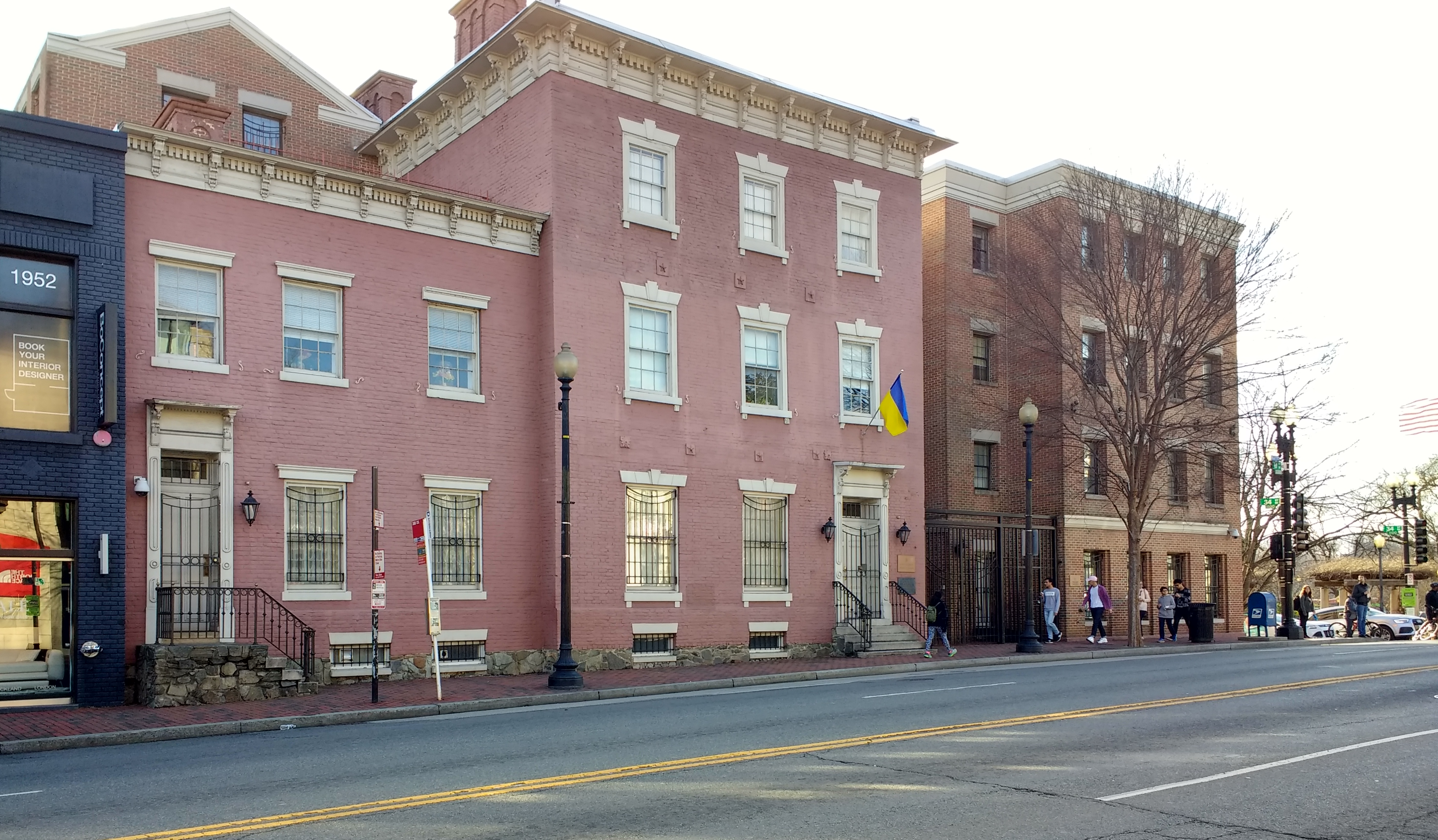
Посольство України у Вашингтоні, США, 2018

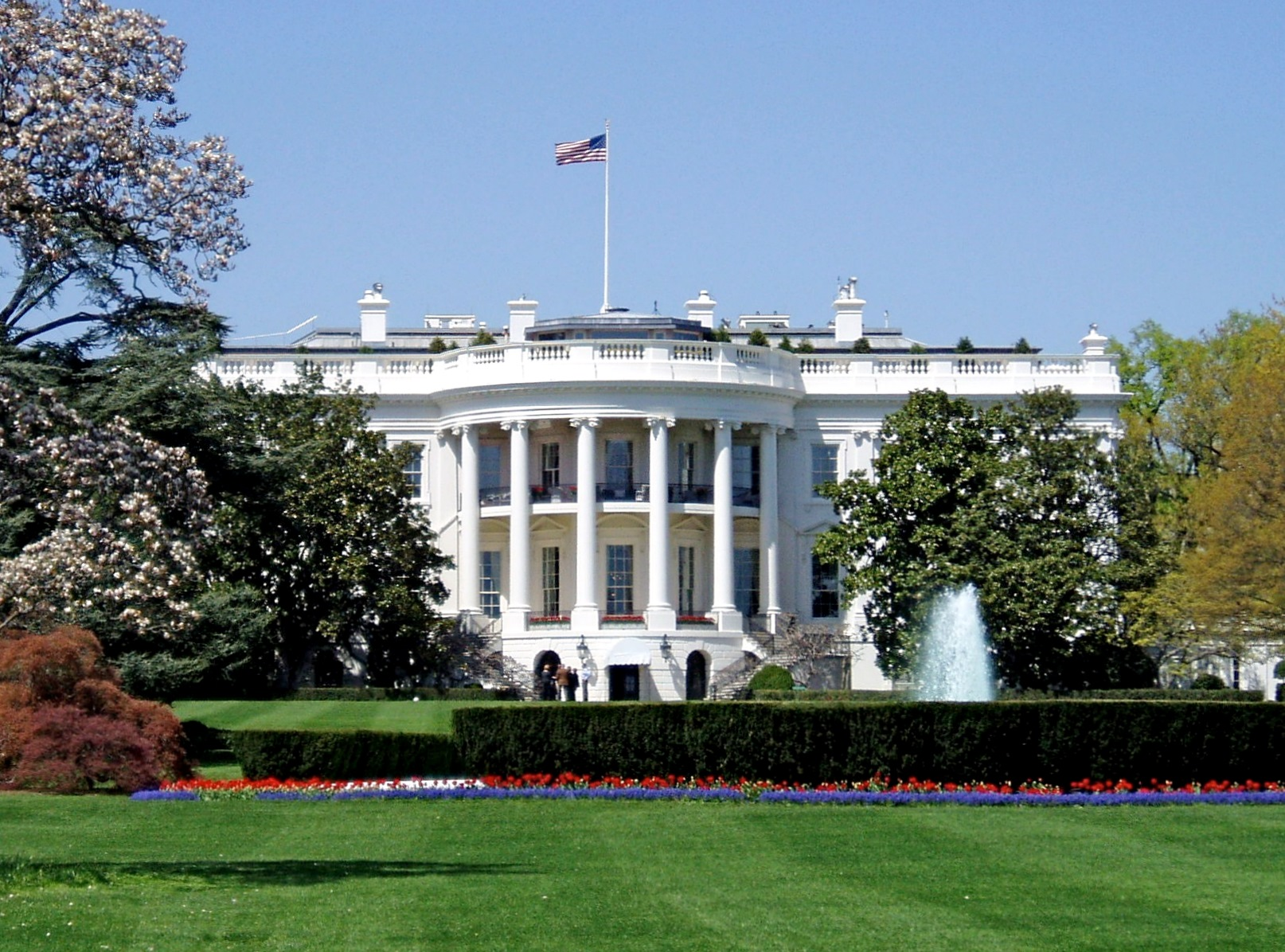
Білий дім, резиденція Президента США, Пенсильванія-авеню, 1600

Архітектура Вашингтона дуже різноманітна. У місті розташовані шість із перших десяти найкращих будівель за версією Американського інституту архітектури: Білий дім, Вашингтонський кафедральний собор, Меморіал Джефферсона, Капітолій, Меморіал Лінкольна і Меморіал ветеранів В'єтнаму. Усі ці будівлі, як і багато інших у місті, належать до різних архітектурних стилів: георгіанського, неоготичного, неокласичного, неогрецького, модерну.
Поза центром Вашингтона ще різноманітніші архітектурні стилі. Історичні пам'ятки виконані у вікторіанському стилі, у стилі Боз-ар, у георгіанському стилі. Одна з найстаріших архітектурних областей розташована в Джорджтауні, найстарішому районі міста «Старий кам'яний будинок», побудований 1765 року, що робить його найстарішою будівлею всього міста. Проте більшість будинків по сусідству з ним побудовані тільки в 1870-х роках і відбивають вікторіанську епоху. Заснований в 1789 році, Джорджтаунський університет побудований у романському і неоготичному стилях.
Найвища будівля — монумент Вашингтона, найбільшій за площею — Торговий центр Рональда Рейгана, загальна площа якого сягає приблизно 288 000 квадратних метрів.

## Історичні пам'ятки та музеї

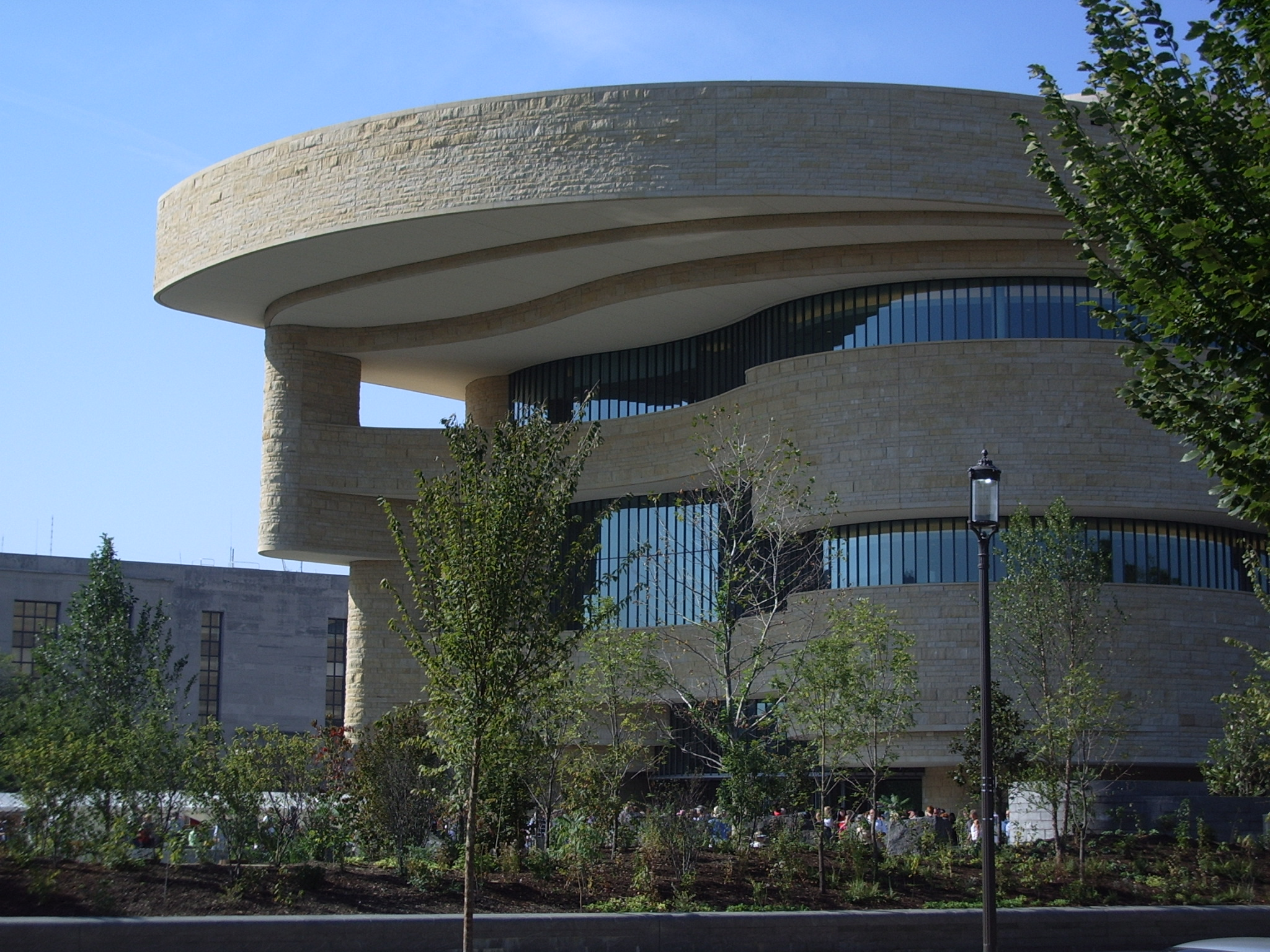
Національний музей американських індіанців, відкритий 2004 року

Центр міста і місце розташування багатьох історичних пам'яток — Національна алея, відкрита паркова зона довжиною в одну милю. У центрі її розташований Монумент Вашингтона, від нього в чотирьох сторонах розташовуються меморіал Лінкольна і меморіал Джефферсона, а також Білий дім і Капітолій. Між цими об'єктами розташовуються й інші пам'ятники міста: Національний меморіал Другої світової війни, меморіал ветеранів Корейської війни і меморіал ветеранів В'єтнаму. Тут також розташовані будівлі Національного архіву США, у яких зберігаються тисячі документів, найважливіших для американської історії, як-от Декларація незалежності США, Конституція США і Білль про права.
Безпосередньо на південь від Національної алеї розташований меморіал Франкліна Рузвельта, меморіал Джорджа Мейсона, військовий меморіал округу Колумбії і меморіал Джефферсона, розташований поблизу штучного каналу Вашингтона.
На Національній алеї розташовані музеї та власне будівля Смітсонівського інституту — науково-дослідного та освітнього інституту, заснованого Конгресом 1846 року (до його структури входить більшість національних музеїв і галерей Вашингтона):
- Національний музей американської історії
- Національний музей природничої історії
- Національний музей американських індіанців
- Національний музей авіації та космонавтики
- Музей Гіршгорна і сад скульптур
- Будинок мистецтва і промисловості
- Національний музей африканського мистецтва

Поруч із китайським кварталом розташовані інші музеї інституту: Смітсонівський музей американського мистецтва та Національна портретна галерея. Також до складу Смітсонівського інституту входять Національний поштовий музей і Національний зоопарк, розташований у парку «Вудлі».

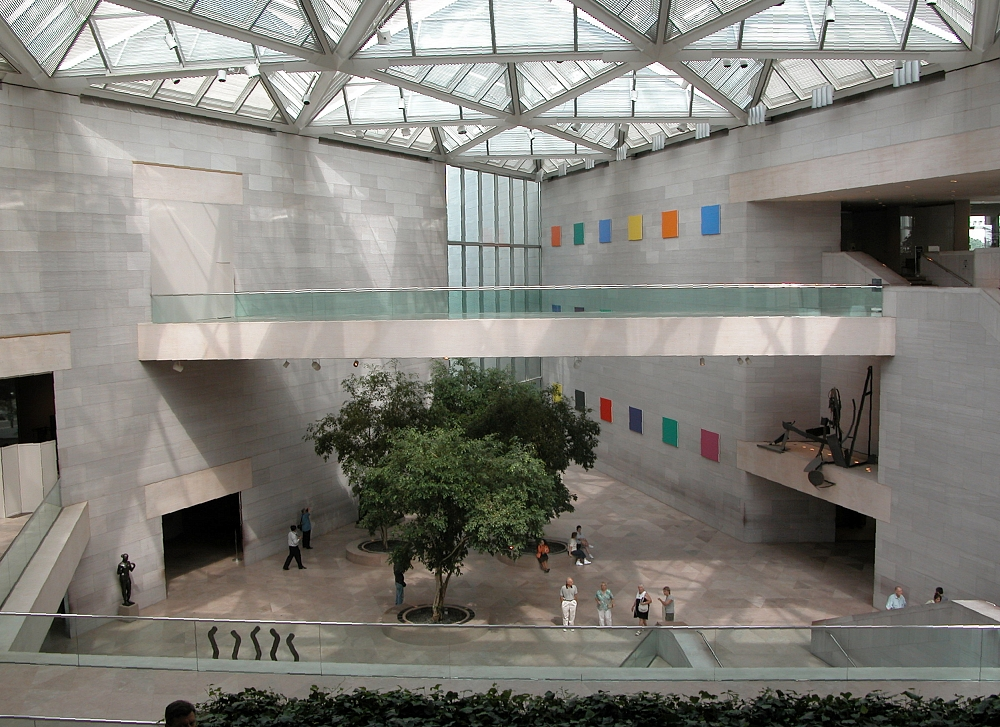
У східній будівлі Національної галереї мистецтв розташований зал сучасного мистецтва

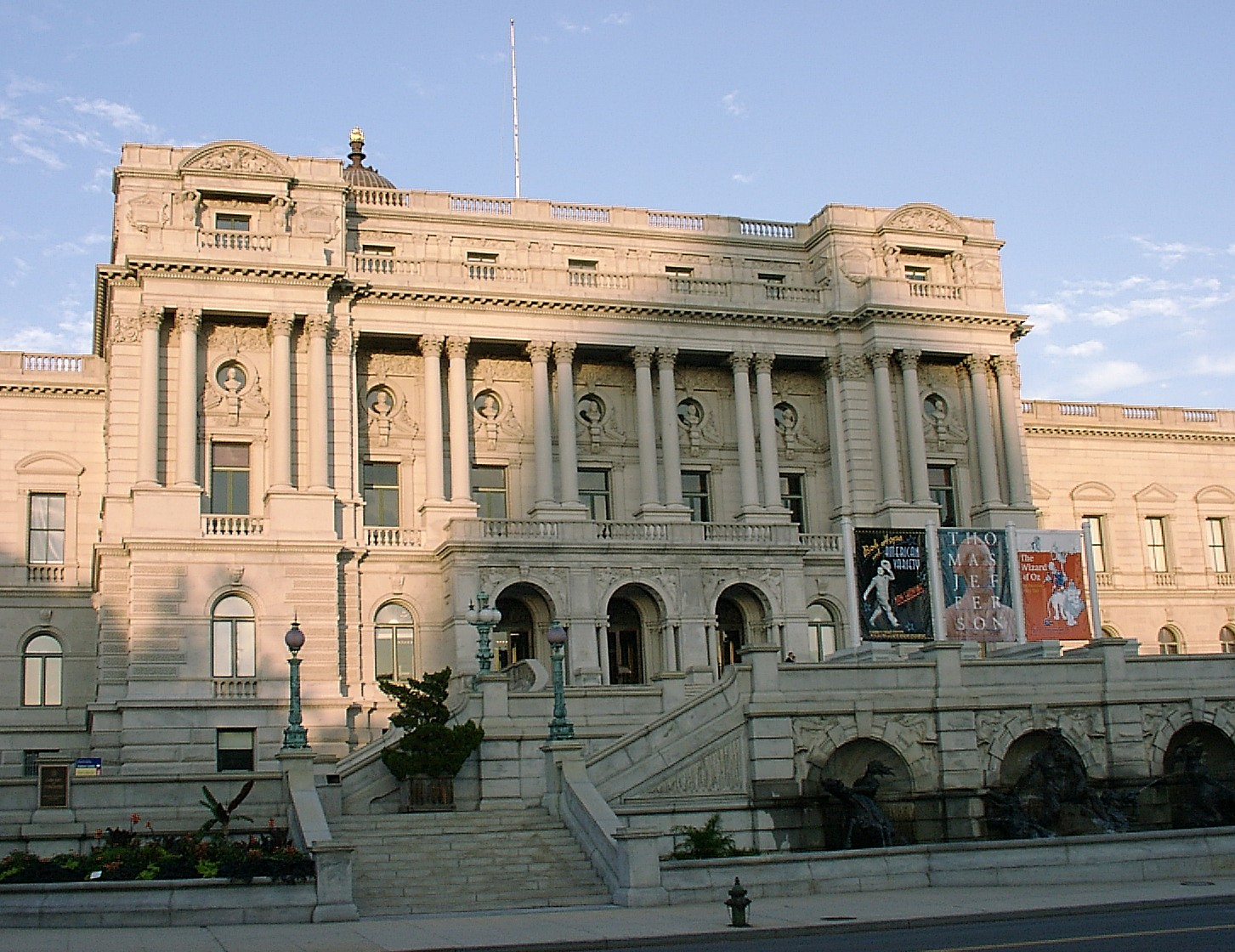
Бібліотека Конгресу — друга за величиною бібліотека світу

На Національній алеї неподалік від Капітолія також розташована Національна галерея мистецтва, — вона не є частиною Смітсонівського інституту і повністю належить американському уряду. Вхід у галерею, як і до більшості музеїв і галерей, вільний. У галереї зібрана одна з найкращих колекцій мистецтва у світі. В експозиціях, розташованих у двох будівлях, представлені твори мистецтва європейських і американських майстрів: картини, скульптури, малюнки, фотографії, графіка, предмети декоративно-ужиткового мистецтва.
Також у місті існує багато приватних музеїв, як-от Національний музей жіночого мистецтва, галерея «Коркоран», що є найбільшим приватним музеєм Вашингтона. До найцікавіших музеїв ще варто віднести Музей журналістики та новин, Міжнародний музей шпигунства, музей Національного географічного товариства і Меморіальний музей Голокосту.
За Капітолієм на Індепенденс-авеню розташовані будівлі Бібліотеки Конгресу США — однієї з найбільших бібліотек світу. Бібліотека, заснована для потреб Конгресу 1800 року, вже в 1870 році стала місцем зберігання обов'язкового примірника будь-якого публічного видання, яке вийшло в США. У бібліотеці перебуває близько 15 мільйонів книг, а загальний фонд бібліотеки нараховує понад 130 млн одиниць зберігання.

## Спорт
Вашингтон — один із 13 міст США, у якому діють команди чотирьох головних чоловічих професійних спортивних змагань: американський футбол (Національна футбольна ліга), баскетбол (Національна баскетбольна асоціація), бейсбол (Головна ліга бейсболу) і хокей (Національна хокейна ліга). Коли з'явилася футбольна команда, Вашингтон став одним із 8 міст, у якому є представники п'яти головних спортивних змагань. Найбільші професійні клуби міста наведено в таблиці.
| Клуб                                                | Вид спорту           | Ліга | Арена                                       | Роки чемпіонства             |
| --------------------------------------------------- | -------------------- | --- | ------------------------------------------- | ---------------------------- |
| «Ді Сі Юнайтед» (англ. D.C. United)                 | Футбол               | Головна футбольна ліга (англ. Major League Soccer (MLS)), Східна конференція (англ. Eastern Conference)                                 | Меморіальний стадіон ім. Роберта Ф. Кеннеді | 1996, 1997, 1999, 2004       |
| «Вашингтон Бейгоукс» (англ. Washington Bayhawks)    | Лакрос               | Головна ліга лакросу (англ. Major League Lacrosse)                                                                                      | Стадіон ім. Джорджа Мейсона                 | 2002, 2005                   |
| «Вашингтон Кепіталс» (англ. Washington Capitals)    | Хокей                | Національна хокейна ліга (англ. National Hockey League (NHL), Східна конференція (англ. Eastern Conference), Південно-східний дивізіон) | Верайзон-центр                              | ніколи                       |
| «Вашингтон Містікс» (англ. Washington Mystics)      | Баскетбол            | Жіноча національна баскетбольна асоціація (англ. Women's National Basketball Association), Східна конференція                           | Верайзон-центр                              | ніколи                       |
| «Вашингтон Нешиналс» (англ. Washington Nationals)   | Бейсбол              | Головна бейсбольна ліга (Національна ліга, Східний дивізіон)                                                                            | Нешиналс Парк (англ. Nationals Park)        | ніколи                       |
| «Вашингтон Командерс» (англ. Washington Commanders) | Американський футбол | Національна футбольна ліга (англ. National Football League), Національна футбольна конференція, Східний дивізіон                        | ФедЕкс-філд (Ландовер, Меріленд)            | 1937, 1942, 1982, 1987, 1991 |
| «Вашингтон Візардс» (англ. Washington Wizards)      | Баскетбол            | Національна баскетбольна асоціація (англ. National Basketball Association), Східна конференція, Південно-східний дивізіон               | Верайзон-центр                              | 1978                         |

## Засоби масової інформації
У Вашингтоні випускається одна з найвідоміших газет у Сполучених Штатах — «Вашингтон пост», вона заснована 1877 року і є найстарішою газетою міста. Від вересня 2008 року газета є шостою за кількістю читачів у країні. «Ю-Ес-Ей тудей», що володіє найбільшою читацькою аудиторією, випускається в сусідньому Макліні, штат Вірджинія.
Також у місті виходять газети «Express», The Washington Times, The Washington Examiner, Washington City Paper і тижневик «Washington Business Journal», який набув популярності не тільки в місті, але і в прикордонних районах. Газети «The Hill», «Politico» і «Roll Call» друкують матеріали про Конгрес та федеральний уряд. У Вашингтоні також базується видавництво журналу National Geographic, політичного журналу The New Republic і The Washington Monthly.

## Міста-побратими
- Бангкок (тай. กรุงเทพมหานคร), Таїланд (1962)
- Браззавіль (фр. Brazzaville), Республіка Конго
- Бразиліа (порт. Brasília), Бразилія
- Брюссель (фр. Bruxelles, нід. Brussel), Бельгія
- Дакар (фр. Dakar), Сенегал
- Пекін (кит.: 北京), Китай (15 травня 1984)
- Преторія (англ. Pretoria), ПАР
- Сандерленд (англ. Sunderland), Англія
- Сеул (кор. 서울), Південна Корея
- Чунцін (кит. спр. 重庆, піньїнь: Chóngqìng), Китай
- Афіни (грец. Αθήνα) Греція
- Каїр (араб. القاهرة), Єгипет
- Париж — «Місто-партнер» (англ. Partner City)[81]

## Персоналії
- Річард Шаєр (1880—1956) — американський сценарист
- Біллі Берк (1884—1970) — американська актриса
- Берт Роач (1891—1971) — американський актор
- Джейн Ґрір (1924—2001) — американська акторка
- Кітті Вінн (* 1944) — американська актриса
- Голді Гоун (* 1945) — комедійна американська акторка єврейського походження.